# 895. grenadirski polk (Wehrmacht)
895. grenadirski polk (izvirno nemško 895. Grenadier-Regiment; kratica 895. GR) je bil pehotni polk Heera v času druge svetovne vojne.

## Zgodovina
Polk je bil ustanovljen 15. junija 1943 za potrebe 265. pehotne divizije.
Aprila 1944 je bil preimenovan v 895. trdnjavski grenadirski polk. Polk je bil uničen avgusta 1944 v Normandiji, ostanki polka pa so prešli v druge enote.